# 芬蘭宗教
芬蘭宗教（英語：Religion in Finland），是一個以基督教為主的國家，其中總人口中有68%是芬蘭福音派路德教會（新教）的成員，
30%是無宗教信仰，1.1% 是東正教基督徒、0.9% 是其他基督徒，0.8% 是其他基督徒遵循其他宗教，如伊斯蘭教、印度教、佛教、猶太教、民間宗教等。
芬蘭有超過12,000名天主教徒、英國國教徒和一些不同的獨立基督教社區。在11世紀開始基督教化之前，芬蘭的異教是該國的主要宗教。

## 外部連結
- 维基共享资源上的相關多媒體資源：芬蘭宗教